# Canadian Pacific Railway

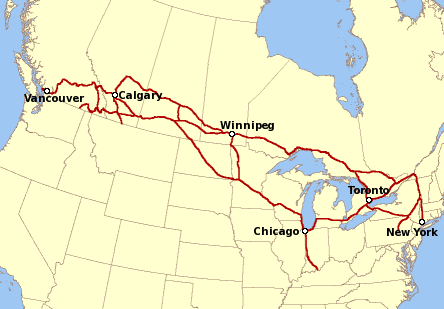
Mapa železniční sítě CPR

Kanadská pacifická železnice (anglicky Canadian Pacific Railway, CPR), známá mezi lety 1968 až 1996 i jako CP Rail, je kanadskou železnicí první třídy, kterou provozuje společnost Canadian Pacific Railway Limited. Síť kolejí se táhne od Vancouveru až do Montrealu a vlaky společnosti jezdí i do velkých měst v Spojených státech, do Chicaga, Minneapolis a New Yorku. CPR má sídlo v kanadské provincii Alberta, ve městě Calgary.
V roce 1867 založily východní provincie konfederaci, ke které se v roce 1872 připojila Britská Kolumbie pod podmínkou, že do deseti let bude vybudována transkontinentální železnice. Železnice byla postavena v letech 1881 až 1885, spojila Montréal v provincii Québec a Vancouver v Britské Kolumbii, čímž se splnil slib federální vlády. Byla to první kanadská transkontinentální železnice o délce 4 633 km. I když v současnosti přepravuje zejména zboží, v minulosti byla po celá desetiletí jediným dopravním prostředkem, který přepravoval cestující na dlouhé vzdálenosti a umožnil kolonizaci a ekonomický rozvoj západní Kanady. Původně primární přeprava cestujících byla ukončena v roce 1986, osm let poté, co CPR převzala společnost Via Rail Canada.
Za logo Kanadské pacifické železnice byl zvolen bobr, protože je jedním z národních symbolů Kanady. Společnost se za 120 let existence stala ikonou kanadského nacionalismu a objektem chvály, ale i odmítání ze strany veřejnosti. V době svého vzniku byla označována jako akt nesmyslné troufalosti a tvořila jeden z nejdůležitějších faktorů ve vývoji moderní Kanady. V průzkumu veřejného mínění, konaném v roce 2004, bylo založení Kanadské pacifické železnice označeno za druhou nejdůležitější událost, která vedla ke vzniku Kanady jako státu.

## Stavba trati
Stavební práce začaly v roce 1881, jejich provedením byl pověřen Američan holandského původu William Cornelius Van Horne. Trasu přes prérii postavili velmi rychle. Stavba trvala pouze 15 měsíců. Ovšem položit kolejnice přes Skalnaté hory (Rocky Mountains) bylo obtížnější. Vlaky s materiálem se pohybovaly od zásobovací základny Winnipegu směrem na západ. Každý vezl množství materiálu, které bylo potřeba k položení jedné míle (1,6 km) trati – kolejnice, pražce, telegrafní stožáry a materiál na stavbu mostů. Kvůli lavinovému nebezpečí musela být trať chráněna střechami proti sněhu a na nejnebezpečnějším úseku byl postaven tunel. Trasa byla dostavěna 7. listopadu 1885.
Trať se táhne kolem řeky Bow, která musela být několikrát přemostěna, průsmykem Kicking Horse, za jezerem Shuswap vedly koleje přes pohoří Coast Mountains a skoro neprůchodným průsmykem Fraser Canyon. Původně měla trať končit v Port Moody u Burrard Inlet, Van Horn však naléhal, aby byla trať postavena až k dnešnímu Vancouveru. Železnice otevřela cestu novým osídlencům. Města Winnipeg a Regina zbohatla díky železnici.

## Galerie

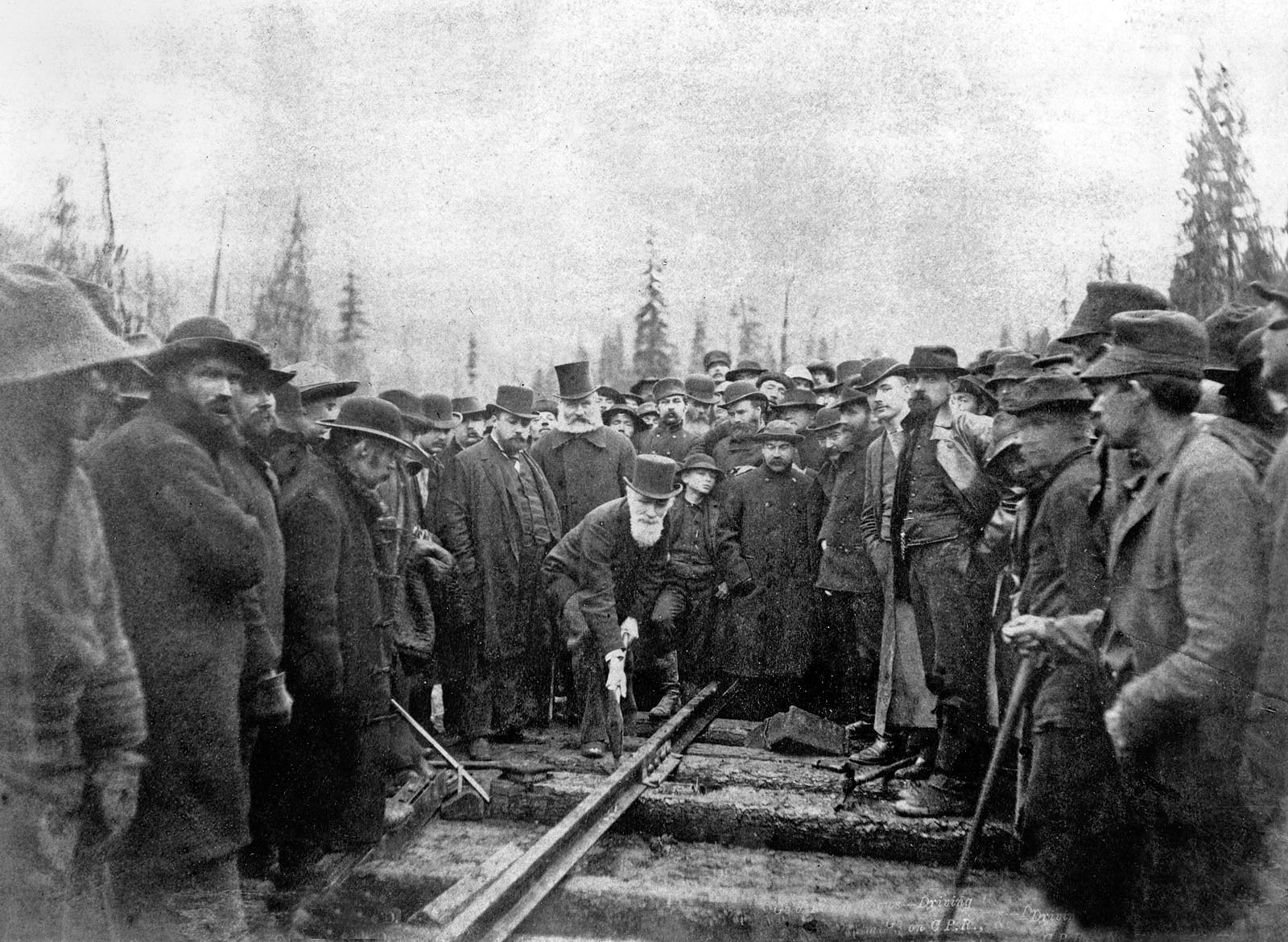
Zatlučení posledního klínu na trase transkontinentální železnice
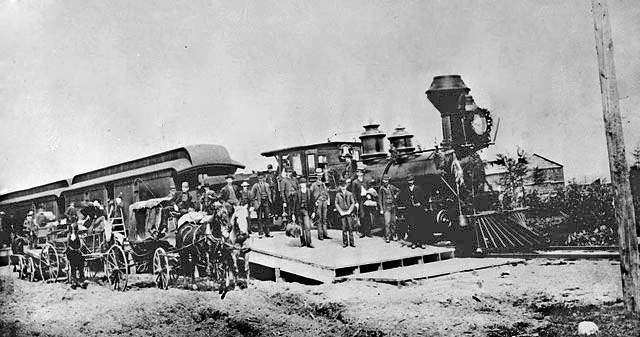
První vlaková souprava ve městě Port Moody v Britské Kolumbii
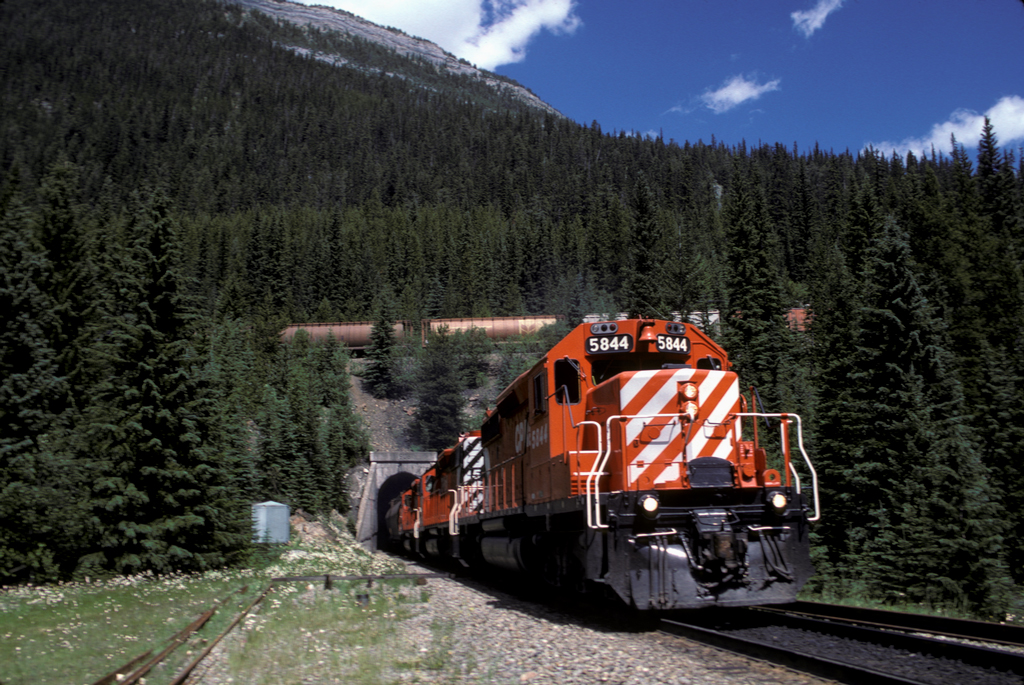
Lokomotiva CPR při výjezdu z tunelu Lower Spiral Tunnel